# Тоніно Піцула
Тоні́но Пі́цула (хорв. Tonino Picula; нар. 31 серпня 1961 р., Малі-Лошинь, СР Хорватія, СФРЮ) — хорватський політичний діяч лівоцентристської Соціал-демократичної партії Хорватії (СДП), міністр закордонних справ Республіки Хорватії з 2000 по 2003 р. Депутат Європейського парламенту з 2013 р.

## Життєпис

### Молоді роки
Піцула здобув початкову і середню освіту в Шибенику. Закінчив факультет гуманітарних та суспільних наук (філософський факультет) за напрямом соціологія в університеті Загреба. Був багаторічним членом СДП, займав посаду секретаря міжнародних відносин партії з 1993 по 2000 роки. Був учасником Вітчизняної війни хорватського народу. Також очолював відділення Соціал-демократичної партії у Великій Гориці з 1997 по 2000 рр. Був депутатом хорватського парламенту протягом декількох скликань.

### Міністр закордонних справ
Після парламентських виборів 2000 року, на яких у складі широкої коаліції перемогла СДП під проводом Івіци Рачана, його було призначено міністром закордонних справ до кінця строку повноважень відповідного уряду в 2003 р.
30 червня — 1 липня 2003 р. міністр закордонних справ Тоніно Піцула перебував з офіційним візитом в Україні.
Під час його перебування на посаді Хорватія мала кілька важливих зовнішньополітичних успіхів, зокрема, стала кандидатом на вступ до НАТО та Європейського Союзу.

### Пізніші роки
Під час місцевих виборів у 2005 р., його було обрано міським головою Великої Гориці. Після того, як у середині 2007 р. помер від раку Івіца Рачан, Піцула включився у виборчі перегони за право стати його наступником на посаді голови партії, але програв у першому турі виборів Зорану Мілановичу та Жельці Антунович. Є членом правління Асоціації проти насильства над дітьми в сім'ях у Великій Гориці.

### Член Європарламенту
1 квітня 2012 Сабор призначив Піцулу (євро)спостерігачем у Європейському парламенті. Він увійшов до складу Комітету у закордонних справах. Як член СДП він вступив у групу Прогресивного Альянсу соціалістів і демократів в Європейському парламенті. На виборах у Європарламент від Хорватії 14 квітня 2013 його було обрано повноправним євродепутатом за коаліційним списком СДП, який він очолював. 1 липня 2013, після того, як Хорватія вступила в Європейський Союз, Піцула обійняв посаду повноправного члена Європарламенту (англ. MEP). На виборах у Європарламент від Хорватії 25 травня 2014 його було переобрано на посаді члена Європарламенту, за списком коаліції «Кукуріку», де він значився третім. На виборах у Європарламент 2019 р. його ще раз переобрано депутатом.